# Bdelyrus genieri
Bdelyrus genieri är en skalbaggsart som beskrevs av Cook 1998. Bdelyrus genieri ingår i släktet Bdelyrus och familjen bladhorningar. Inga underarter finns listade.